# Крістіанстад (аеропорт)
Аеропорт Крістіанстад (швед. Kristianstad Österlen Airport (IATA: KID, ICAO: ESMK)) розташований неподалік від Крістіанстаду, Сконе, Швеція.

## Авіалінії та напрямки

### Пасажирські
| Авіакомпанія | Пункт призначення |
| ------------ | ----------------- |
| Nyxair       | Стокгольм–Бромма  |

### Вантажні
| Авіакомпанія | Пункт призначення |
| ------------ | ----------------- |
| Amapola Flyg | Стокгольм–Арланда |

## Пасажирообіг
Див. джерело запитів Вікіданих та джерела.